# Arnold Adolf Berthold
Arnold Adolf Berthold (auch: Arnold Adolph Berthold; * 26. Februar 1803 in Soest; † 3. Januar 1861 in Göttingen) war ein deutscher Physiologe und Zoologe und Hochschullehrer an der Universität Göttingen.

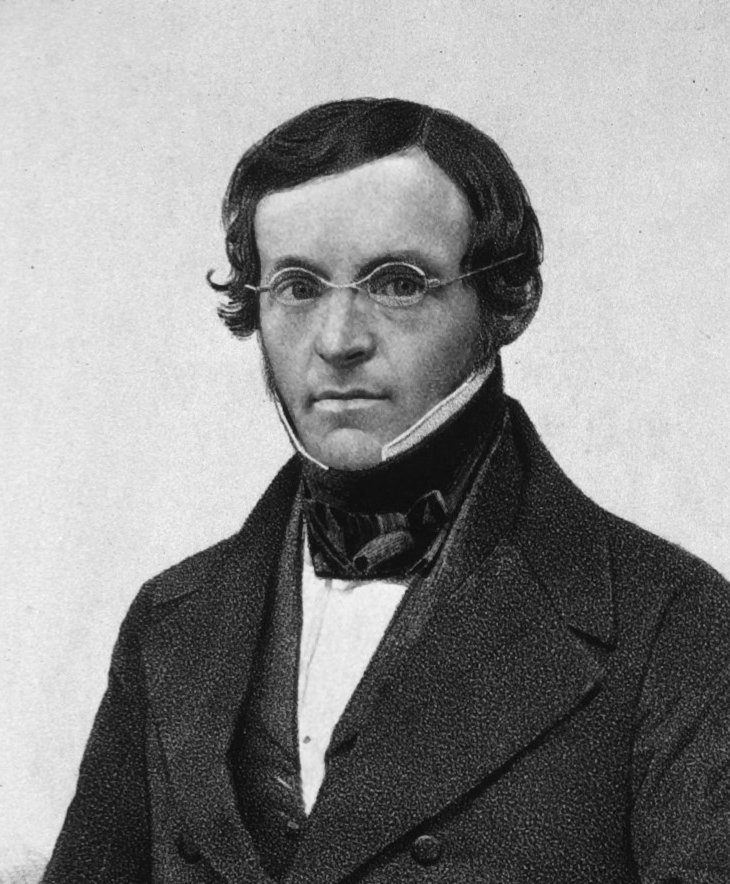
Arnold Adolf Berthold

## Leben
Er studierte in Göttingen, wurde 1823 zum Dr. med. promoviert und ging im folgenden Jahr nach Berlin und 1825 nach Paris. 1825 habilitierte er sich in Göttingen und arbeitete als praktischer Arzt. Im Jahr 1829 wurde er zum Mitglied der Gelehrtenakademie Leopoldina gewählt. 1835 wurde er außerordentlicher Professor und 1836 ordentlicher Professor für physiologische Anatomie und Naturgeschichte an der Universität Göttingen. Seine 1849 durchgeführten Experimente (bei denen er kastrierten Hähnen die Keimdrüsen wiedereinpflanzte), die nachwiesen, dass Kastration männlicher Küken ihre Entwicklung zu Hähnen verhindert, bewiesen (wie ab 1910 von anderen Forschern bestätigt wurde) das Vorhandensein einer „inneren Sekretion“ von Drüsen (in diesem Fall der männlichen Keimdrüsen) und machten ihn zu einem Pionier der Endokrinologie. 
Er leistete Beiträge zur Physiologie, Zoologie und Anatomie. 1837 wurde er Königlichen Gesellschaft der Wissenschaften zu Göttingen.

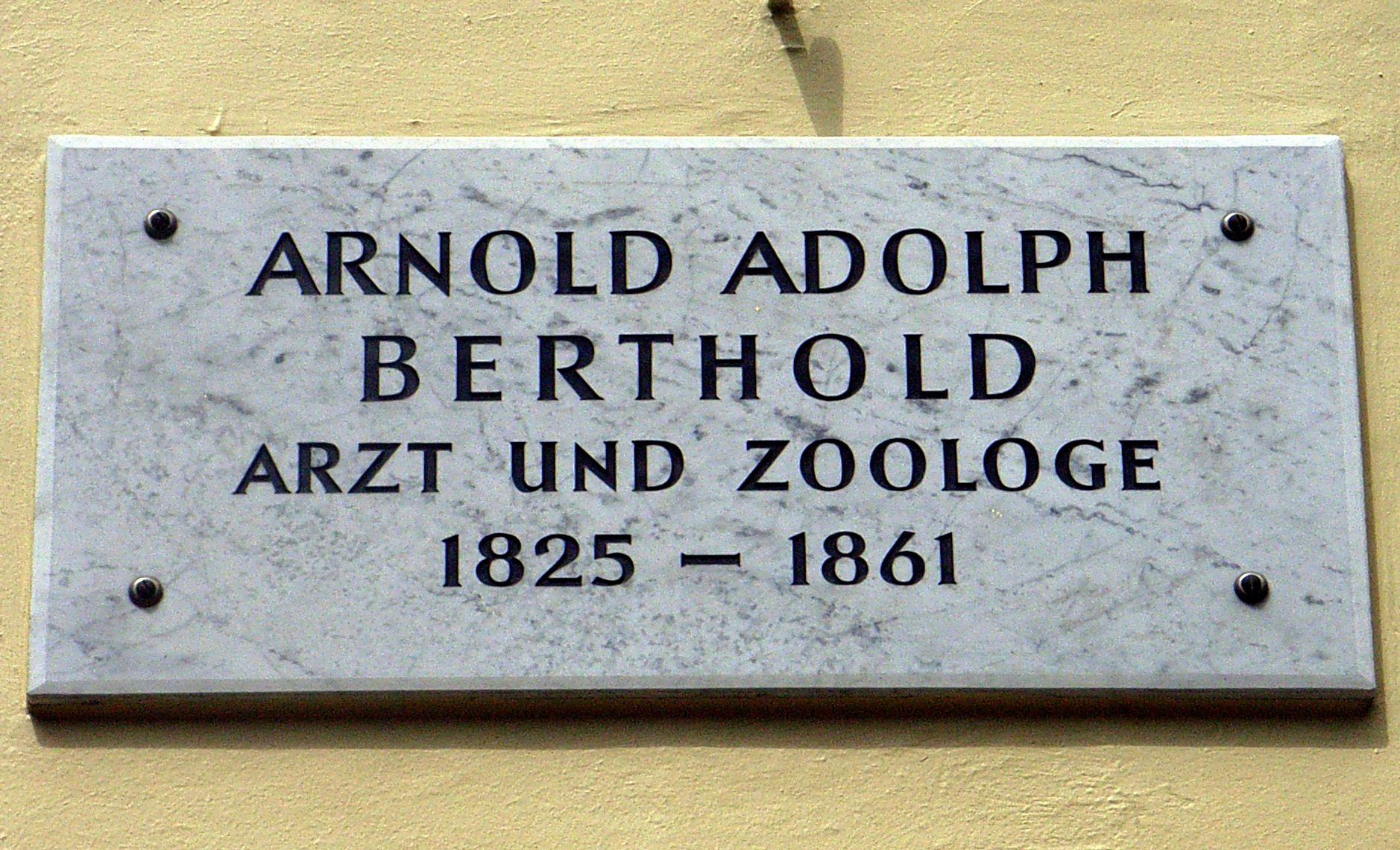
Göttinger Gedenktafel für Berthold

## Berthold-Medaille
Ihm zu Ehren vergibt die Deutsche Gesellschaft für Endokrinologie seit 1980 jährlich die Berthold-Medaille, die mit einem wissenschaftlichen Vortrag, der Berthold-Lecture, auf der Jahrestagung der Gesellschaft verbunden ist.

## Schriften
- Pierre André Latreille: Natürliche Familien des Thierreichs / Aus dem Französischen. Mit Anmerkungen und Zusätzen von A. A. Berthold. Weimar 1827. doi:10.5962/bhl.title.11652
- Das Aufrechterscheinen der Gesichtsobjecte trotz des umgekehrtstehenden Bildes derselben auf der Netzhaut des Auges. Göttingen 1830.
- Lehrbuch der Physiologie der Menschen und der Thiere. Zweite Auflage. Göttingen 1837.
- Robert Bunsen, Arnold Adolph Berthold: Eisenoxydhydrat, das Gegengift des weissen Arseniks oder der arsenigen Säure. 2. Aufl. Göttingen 1837.
- Ueber verschiedene neue oder seltene Amphibienarten. Göttingen: In der Dieterichschen Buchhandlung, 1842. doi:10.5962/bhl.title.5510
- Lehrbuch der Zoologie. Göttingen 1845.
- Über verschiedene neue oder selten Reptilien aus Neu-Granada. Dieterichsche Buchhandlung, Göttingen 1846 doi:10.5962/bhl.title.5485